# Сюньбаш
Сюньбаш (баш. Сөнбаш) — село в Шаранском районе Республики Башкортостан Российской Федерации. Входит в состав Нуреевского сельсовета.

## География

### Географическое положение
Расстояние до:
- районного центра (Шаран): 35 км,
- центра сельсовета (Нуреево): 5 км,
- ближайшей ж/д станции (Кандры): 40 км.

## История
Деревня образована в 1919 году. Летом того года в деревне Таулар произошел пожар, сгорело 180 домов. 42 семьи приняли решение переселиться на лесную поляну «Тугыз кыз» («Девять девушек»), названную в честь 9 девушек деревни Таулар, по легенде скрывавшихся от пугачёвцев во время Крестьянской войны 1773—75 годов и умерших от голода.
В 1925 году деревня Сюн-Башева относилась к Ахуновской волости Белебеевского кантона Башкирской АССР, в ней было 51 хозяйство, преобладали тептяри. 
Топоним Сюньбаш происходит от гидронима реки Сюнь и баш. баш «исток, верховье».
В 1930 году деревня была передана Нуреевскому сельсовету. В том же году создан первый колхоз «Сюньбаш», открылась начальная школа. С 1934 по 1950 годы действовал передовой колхоз «Тугаряк». Имелись молочная и птицеводческая фермы, водяная мельница, активно занимались пчеловодством и овощеводством. 
В 1939 году в деревне Сюнь-Баш Нуреевского сельсовета Шаранского района было 414 жителей (195 мужчин, 219 женщин). В начале 1950-х годов — уже село.
В 1947—48 годах построены кирпичный завод, пилорама, токарный цех. В 1950 году все деревни сельсовета объединились в колхоз «Сюнь».
В 1959 году в селе Сюньбаш 408 жителей (186 мужчин, 222 женщины).
В 1963 году село вместе с сельсоветом было передано Туймазинскому сельскому району, с 1965 года — в Бакалинском районе, в 1967 году вновь передано Шаранскому району.
В 1970 году — 328 человек (157 мужчин, 171 женщина).
В 1979 году в селе проживало 198 человек (85 мужчин, 113 женщин), в 1989 году — 100 жителей (44 мужчины, 56 женщин).
В 2002 году — 71 человек (30 мужчин, 41 женщина), башкиры (73 %) и татары (27 %).
В 2010 году — 51 человек (26 мужчин, 25 женщин).

## Население
| 2002 | 2009 | 2010 |
| ---- | ---- | ---- |
| 71   | ↘59  | ↘51  |

## Инфраструктура
Село электрифицировано и газифицировано, есть водопровод и кладбище. Единственная улица — Центральная — представляет собой просёлочную дорогу.
В настоящее время в селе никаких производственных объектов нет, до недавнего времени действовал фельдшерско-акушерский пункт.